# جيانغ هاو
جيانغ هاو (بالصينية: 姜灏) (28 ديسمبر 1988 بداليان في الصين - ) هو لاعب كرة قدم صيني في مركز حراسة المرمى. لعب مع جيانغسو سونينغ ونادي داليان شيده.

## روابط خارجية
- جيانغ هاو على موقع قاعدة بيانات كرة القدم.إي يو (الإنجليزية)
- جيانغ هاو على موقع Soccerway.com (الإنجليزية)